# Papiamenta bonay
Espèce
Papiamenta bonay est une espèce d'araignées aranéomorphes de la famille des Pholcidae.

## Distribution
Cette espèce est endémique de Bonaire.

## Description
Le mâle holotype mesure 1,8 mm.

## Systématique et taxinomie
Cette espèce a été décrite par Huber en 2024.

## Étymologie
Son nom d'espèce lui a été donné en référence au lieu de sa découverte, Bonaire.

## Publication originale
- Huber, Meng, Dederichs, Michalik, Forman & Král, 2024 : « Castaways: the Leeward Antilles endemic spider genus Papiamenta (Araneae: Pholcidae). » Invertebrate Systematics, vol. 38, no IS23052, p. 1-32.